# Nicarete villosicornis
Nicarete villosicornis är en skalbaggsart som först beskrevs av Leon Fairmaire 1896.  Nicarete villosicornis ingår i släktet Nicarete och familjen långhorningar.
Artens utbredningsområde är Madagaskar. Inga underarter finns listade i Catalogue of Life.